# Dalipebinaw
Dalipebinaw è una municipalità sull'isola di Yap, del distretto omonimo Yap, dello Stato di Yap, uno degli Stati Federati di Micronesia. 
Ha una superficie di 6,27 km² e 397 abitanti (Census 2010).